# Cornelius Burges
Doctor of Divinity Cornelius Burges noto anche come Burgess (Somerset, 1589 – 1665) è stato un presbitero inglese, cappellano di re Carlo I d'Inghilterra, fu molto attivo nelle controversie religiose nel periodo successivo alla guerra civile inglese tra il Commonwealth of England ed il Protettorato. A partire dal decennio 1640 divenne una figura particolarmente influente sia con i suoi sermoni che con i suoi scritti.

## Origini e formazione
Discendente della casata Burges o Bruges di Batcombe nel Somerset, nacque probabilmente nel 1589. Era figlio di Robert Burges, originario di Stanton Drew, nel Somerset, e morto nel 1626, e di sua moglie Alice Benbrick. Nel 1611 entrò all'Università di Oxford ma non è noto in quale college abbia fatto il suo accesso. Successivamente entrò al Wadham College dove ottenne il baccalaureato il 5 luglio 1615; entrò al Lincoln College dove il 20 aprile 1618 ottenne il Master of Arts. Molto probabilmente ottenne l'ordine sacerdotale prima di laurearsi, dal momento che il 21 dicembre 1613 ottenne il vicariato di Watford, nell'Hertfordshire dietro presentazione di Sir Charles Morrison, I baronetto di Cashiobury. Il 16 gennaio 1626 gli venne concesso di detenere, oltre al vicariato di Watford, anche quello di St Magnus-the-Martyr a Londra, dal quale, tuttavia dovette rassegnare le dimissioni nel 1641. Subito dopo l'ascesa al trono di Carlo I d'Inghilterra venne eletto tra i cappellani ufficiali del sovrano, ed il 16 giugno 1627 venne nominato Bachelor of Divinity e Doctor of Divinity dall'Università di Oxford (e successivamente ammesso all'Università di Cambridge nel 1647).

## La controversia contro il clero inglese
Nella sua opera monumentale sulla storia dell'Università di Oxford, pubblicato nel 1691-92 e dal titolo Athenae Oxonienses: an Exact History of all the Writers and Bishops who have had their Education in the University of Oxford from 1500 to 1690, il celebre antiquario Anthony Wood lo descrive come un "zelante figlio della chiesa, che prese la via dello scisma solo a causa della delusione delle sue ambizioni.". La sua condotta di ministro della fede era chiaramente fondata su una salda adesione alla teologia calvinista, come si evince dalla sua opera pubblicata ad Oxford nel 1629, dal titolo Baptismal Regeneration of Elect Infants. A causa di un sermone in latino  e letto nel 1635 di fronte al clero londinese nella chiesa di St Alphege London Wall fu condotto di fronte alla più alta corte ecclesiastica anglicana, ovvero la Corte dell'Alta Commissione. Nel suo sermone, infatti, Burges aveva condannato la connivenza dei vescovi inglesi con la crescente diffusione dell'arminianesimo e del papismo. Questo processo costò a Burges una ingente somma di denaro ma ebbe soprattutto un effetto molto negativo sulla sua reputazione di accademico e di religioso, accentuando ulteriormente la sua avversione per il movimento religioso dell'Arcivescovo di Canterbury William Laud ed il suo tentativo di riforma della Chiesa anglicana. Tuttavia il suo prestigio crebbe nuovamente quando divenne uno dei protetti del II conte di Warwick. 

## L'attività tra il 1640 ed il 1645
Nel settembre 1640 Burges presentò una petizione a Carlo I a York in nome di tutto il clero londinese, contro il cosiddetto et cetera oath, imposto dall'arcivescovo Laud per impedire il criticismo puritano nei confronti del clero inglese, riuscendo ad ottenere una concessione.

La sua figura di esponente di spicco e di personaggio autorevole nelle controversie in materia religiosa ed ecclesiastica emerse particolarmente a partire dal 1641, quando la Camera dei Comuni iniziò ad intraprendere una serie di iniziative volte a dirimere le questioni conflittuali tra le varie confessioni religiose. Il 12 marzo 1641 la "Commissione per le innovazioni" presso la Camera dei Lord richiese l'assistenza di un gruppo di religiosi esperti affinché prendessero parte ad una sottocommissione che esaminasse le presunte innovazioni in dottrina e disciplina introdotte illegalmente dal tempo della Riforma luterana.Dei diciassette religiosi che risposero all'appello, un gruppo di sei, guidati dal teologo William Twisse, e comprendente il pastore Stephen Marshall, lo stesso Burges e Edmund Calamy il Vecchio, costituirono la frangia più estrema contro il sistema ecclesiastico esistente e contro i suoi abusi. I quattro vescovi all'interno della sottocommissione concordarono sulla necessità di attuare delle riforme, mentre Twisse ed il suo gruppo non oppose alcuna proposta concreta in alternativa al sistema dell'episcopato, da loro così avversato. Dal momento che nessuna delle parti riuscì a trovare una risposta accettabile per tutti i membri della sottocommissione, il tentativo da parte della Camera dei Lord e della sua commissione di trovare un compromesso su tali questioni venne completamente abbandonato.

Dal canto suo, tuttavia, la Camera dei Comuni, introdusse una misura legislativa che, pur non attaccando direttamente il sistema dell'episcopato, prevedeva l'abolizione del vicariato e dei capitoli. John Hacket, futuro vescovo di Lichfield, venne convocato dalla Camera dei Comuni il 12 maggio 1641 per perorare la causa dei vicari e dei capitoli ecclesiastici, a controbattere alle sue argomentazioni venne chiamato Burges, il quale tenne un discorso subito dopo quello di Hacket. Il suo discorso fu molto veemente e condivideva il punto di vista puritano contro la musica strumentale durante le funzioni religiose e contro la dissolutezza dei cantori.

Burges fu uno dei pochi ad opporsi all'introduzione della Solemn League and Covenant nel 1643, ovvero l'accordo tra i Covenanters scozzesi e l'Assemblea di Westminster ed i Roundhead inglesi, presentando una petizione contro la sua imposizione di fronte alla Camera dei Comuni. Burges, infatti, era in disaccordo sull'opportunità di creare una spaccatura definitiva con i sostenitori del sistema episcopale nell'amministrazione ecclesiastica. Come risposta la Camera dei Comuni sospese Burges dal suo incarico di membro dell'Assemblea di Westminster il 2 settembre 1643 in quanto dottore turbolento e lo avrebbe riammesso solo il 15 settembre 1643 dopo che Burges ebbe fatto pubblica ammenda delle sue dichiarazioni.

Il 12 marzo 1644 (su richiesta del Community council di Londra) lettore presso la Cattedrale di San Paolo con una pensione annua di 400 sterline. Successivamente a questo periodo, Burges cambiò la sua posizione, prendendo sempre gradualmente le distanze dai sostenitori più stretti di Oliver Cromwell; schierandosi con l'ala presbiteriana dell'opposizione. Lo scritto dal titolo The Vindication of the Ministers of the Gospel in and about London pubblicato nel gennaio del 1649 e sottoscritto da altri 56 religiosi è testimonianza della sua nuova posizione dottrinale e politica. Quando re Carlo I fu processato dal Parlamento, Burges, esponendosi personalmente a gravi rischi, si espresse contrario al procedimento, contestandone anche la legittimità. Il 14 gennaio 1649, il giorno precedente a quello nel quale il re sarebbe stato prelevato dalla sua prigionia nel castello di Windsor per presentarsi di fronte al tribunale giudicante, Burges lesse un potente e veemente sermone di protesta sostenendo di avere scritto la Vindication in favore della causa del Parlamento "non per portare Sua Maestà di fronte alla giustizia (come alcuni ora dicono), ma per metterlo nelle condizioni di fare meglio giustizia".

## La caduta in disgrazia
Intorno al 1650 ottenne un incarico di predicatore nella Cattedrale di Wells nel Somerset, ma nel 1656 sorse un'aspra disputa sui suoi diritti esclusivi di predicatore in quella sede, che scatenò proteste anche molto eclatanti dai suoi parrocchiani. In quello stesso periodo Burges iniziò ad investire ingenti somme di denaro nell'acquisto di terre ecclesiastiche alienate, compreso il maniero di Wells e la sede vescovile che fece ristrutturare a sue spese. Dopo la Restaurazione tutte le sue proprietà acquistate in questo modo gli furono confiscate senza alcuna somma in cambio. A causa di ciò fu ridotto in miseria, privato della sua pensione, e si ammalò di cancro che colpì il naso e una guancia. Rimasto con l'unica proprietà della sua casa di Watford vi fece ritorno, come cappellano della chiesa nella quale aveva iniziato la sua carriera di predicatore. Fu costretto a vedere buona parte della sua ricca e fornita biblioteca per vivere. Morì a Watford e venne sepolto nella chiesa locale il 9 giugno 1665.

Burges era sposato ed ebbe un figlio maschio, al quale, secondo il suo testamento, lasciò in eredità la collezione di testi sacri che aveva conservato e della quale non si era privato per sostentarsi. A sua volta costui, il 16 maggio 1665, lasciò tutto all'Università di Oxford.

## Opere
- A Chain of Graces drawn out at length for Reformation of Manners, 1622
- A New Discovery of Personal Tithes; or the 10th part of men's cleere gaines proved due, 1625
- The Fire of the Sanctuarie newly uncovered, or a compleat tract of zeal, 1625
- Baptismal Regeneration of Elect Infants professed by the Church of England, according to the Scriptures, the Primitive Church, the present Reformed Churches, and many particular Divines apart, 1629
- The First Sermon preached before the House of Commons at their publique Fast, 1641
- A Vindication of the Nine Reasons of the House of Commons against the Votes of Bishops in Parliament; or a Reply to the Answers made to the said Reasons in defence of such votes, 1641, 4to (opera anonima ma attribuita a Burges da Wood e Calamy il Vecchio)
- A Sermon before the House of Commons, sermone letto il 5 Novembre 1641
- The Necessity and Benefit of Washing the Heart, a sermon before the House of Commons, sermone letto il 30 Marzo 1642
- The Vanity and Mischief of the Thoughts of an Heart Unwashed, sermone letto di fronte alla Camera dei Comuni il 30 Aprile 1645
- The Necessity of Agreement with God; sermone letto di fronte alla Camera dei Pari il 29 Ottobre 1645
- Sion College, what it is and doth. A Vindication of that Society against Surges Two Pamphlets, 1648
- A Vindication of the Ministers of the Gospel in and about London from the unjust aspersions cast upon their former actings for the Parliament as if they promoted the bringing of the king to capitall punishment, 1648
- A Case concerning the Buying of Bishops' Lands, with the lawfulness thereof, and the difference between the contractors for the sale of those lands and the corporation of Wells
- No Sacrilege nor Sinne to aliene or purchase the lands of Bishops or others, whose offices are abolished, 1659
- No Sacrilege ... Cathedral Lands as such, 1660
- Prudent Silence, sermone letto presso la Mercers-Chappel to the Lord Mayor and the City il 14 gennaio 1648
- Reasons showing the Necessity of Reformation of the Public Doctrine, Worship, Rites and Ceremonies, Church Government, and Discipline, &c., offered to Parliament by divers Ministers of sundry counties in England, 1660
- Some of the Differences and Alterations in the present Common Prayer-Book from the book established by the Act in the 5th and 6th of Ed. VI and 1st of Q. Eliz., 1660